# Hohebach (Jagst)
Der Hohebach ist ein nicht ganz sechs Kilometer langer Bach im Hohenlohekreis im nordöstlichen Baden-Württemberg, der im Dorf Hohebach der Gemeinde Dörzbach von links und Südosten in die mittlere Jagst mündet.

## Geographie

### Verlauf
Der Hohebach entsteht unbeständig auf knapp 420 m ü. NHN wenig vor dem südlichen Ortseingang des Mulfinger Weilers Hohenrot an der K 2310 in einem neben der Straße beginnenden, nach Nordosten laufenden Feldgraben. Dieser streift den östlichen Ortsrand, quert eine Wiese und biegt dann, nunmehr lange Weggraben, um das Wäldchen Birkenschlag an seiner Linken auf künftig anfangs eher westlichen, später meist eher nördlichen Lauf. Er speist einen Teich von einem Viertelhektar Fläche noch am Waldrand, seine Ufer bleiben nun lange ohne Baum- oder Strauchbewuchs.  
Auf den nächsten anderthalb Kilometern nach Westen tieft sich seine Mulde gegenüber den Randhöhen bis nördlich des Mulfinger Weilers Seidelklingen auf etwa 40 Meter ein. Dort im Gewann Sargen  setzen die begleitenden Äcker aus, ein kleiner Staudamm quert den unteren Talgrund. Nach diesem beginnt der dauerhaft wasserführende Teil des Hohebachs und er wendet sich zwischen nunmehr bewaldeten Hängen nach Nordwesten. Die schmale Wiesenaue auf dem Talgrund wird eng; wo sich die Hangwälder am nächsten kommen, wechselt er aufs Gebiet der Gemeinde Dörzbach über. Hier begleitet nun kein Weg mehr den Bach, der sich nach weiterer Eintiefung in nun geschlossenem Talwald nach Norden wendet.
Etwa 300 Meter vor dem Ortsrand des Dorfes Hohebach tritt er aus dem Wald. Genau am Ortsrand mündet ihm von Südosten her noch sein einziger bedeutender Nebenfluss zu, der etwa zwei Kilometer lange Heßlachsgraben, in dessen Zuflussrichtung er nun weiterläuft. Im Dorf spannen sich ein halbes Dutzend Straßen- und Übergänge über seinen Lauf und er fließt teils in einem Trog zwischen zwei begleitenden Straßen. 
Nahe der Mühle des Dorfes mündet er schließlich wenige Schritt nach dem Rücklauf von deren Mühlkanal und hundertfünfzig Meter oberhalb der Bogenbrücke über den Fluss auf etwa 244 m ü. NHN von links in die mittlere Jagst.
Der Hohebach ist von seinem Grabenursprung bei Hohenrot an 5,7 km lang, dauerhaft Wasser führen nur etwa die unteren 3,1 km davon. Vom absoluten Gesamtgefälle von etwa 176 Höhenmetern entfallen auf diesen Abschnitt etwa 126 Höhenmeter, die dem entsprechenden Werte des mittleren Sohlgefälles sind etwa 31 ‰ (Gesamtlauf) und etwa 40 ‰ (Lauf mit permanenter Wasserführung). 

### Einzugsgebiet
Der Hohebach entwässert eine Fläche von 5,7 km² Größe, die drei Unterräumen des Naturraums der Kocher-Jagst-Ebenen angehört. Das obere Einzugsgebiet ist Teil der Östlichen Kocher-Jagst-Riedel, das untere fast ganz der Dörrenzimmerner Platte, ein Zwickel zuletzt des Unteren Jagsttales.
Die geologisch höchste Schicht im Einzugsgebiet ist der Lettenkeuper (Erfurt-Formation), der auf Höhen von über 390–400 m ü. NHN liegt. Auf ihm stehen die drei erwähnten Weiler. Der darunter folgende Obere Muschelkalk steht danach bis fast hinunter zum Zusammenfluss von Hohebach und Heßlachsgraben an. Danach beginnt der Mittlere Muschelkalk, der deshalb nur einen winzigen Flächenanteil hat. Unteren Muschelkalk gibt es etwas aufwärts der Mündung zwar noch im Jagsttal, er setzt aber an einer nordwestlich ziehenden Störungslinie, der das Tal des Heßlachsgrabens folgt, abrupt aus; die Tiefscholle der Störung liegt auf der Hohebach-Seite. Der Muschelkalk ist verkarstet, wie sich an einigen Dolinen zeigt und ebenso an der periodischen Austrocknung der oberen Hohebachs und Heßlachsgrabens sowie aller kleineren Zuflüsse, die zwar oft entlang vom Feldwegen laufen, aber meist in natürlichen Mulden. 
Den mit 423,5 m ü. NHN höchsten Punkt im Einzugsgebiet an seiner Südseite markiert der Wasserturm bei Seidelklingen. Dort im Süden und auch an der gesamten Westseite liegt das Einzugsgebiet des Forellenbachs an, der wenige hundert Meter abwärts des Hohebachs ebenfalls in dessen Mündungsdorf in die Jagst einfließt. Die gegenüberliegende rechte Wasserscheide verläuft zum nahen Tal des Jagst. Sie hat von der Scheide her allein jenseits der Südostecke mit dem Bach durch die Jagstberger Rote Klinge einen erwähnenswerten Zufluss mit eigener Talbildung. 
Der Süd- und Ostrand des Gebietes mit den Weilern Seidenklingen und Hohenrot gehören zur Gemeinde Mulfingen, die einen Flächenanteil von etwa zwei Fünfteln hat, der Rest mit dem Weiler Heßlachshof sowie einem Teil des Dorfes Hohebach an der Mündung zur Gemeinde Dörzbach. Die Weiler liegen hoch über den Talmulden, nahe am hier noch jungen Hohebach liegt Hohenrot, am Lauf selbst aber nur das Mündungsdorf. Der überwiegende Teil des Gebiets ist offene Flur, ausgenommen Tal- und Hangwälder und teils recht kleine Waldinseln auf der Höhe. Außer an den Steil- und in den Tallagen wird das Offenland fast überall beackert.  

### Zuflüsse und Seen
Liste der Zuflüsse und  Seen von der Quelle zur Mündung. Gewässerlänge, Seefläche, Einzugsgebiet und Höhe nach den entsprechenden Layern auf der Onlinekarte der LUBW. Andere Quellen für die Angaben sind vermerkt.
Ursprung des Hohebachs auf knapp 420 m ü. NHN wenige Schritte vor dem südlichen Ortseingang des Mulfinger Weilers Hohenrot an der K 2310. Der Bach fließt zunächst nordöstlich bis nördlich.
- (Graben aus dem Sauerholz), von links und Süden auf knapp 385 m ü. NHN etwa 0,6 km nordwestlich von Hohenrot, ca. 0,3 km und ca. 0,3 km². Entsteht auf etwa 397 m ü. NHN dem oberen Waldrand zu nahe einer Quelle und einer Doline; unterhalb des Waldes Weggraben. Unbeständig wasserführend.
  - ↓ Links des Grabens im Sauerholz eine Doline, über Markierungsversuch festgestellter Abfluss zu einer Quelle im Jagsttal am Bergholz östlich von Eisenhutsrot (Entfernung 2,3 km, Fließzeit 12 h, Abstandsgeschwindigkeit ca. 200 m/h).[4]
- Speist und entwässert einen Teich mit Vorteich auf etwa 501 m ü. NHN etwa einen halben Kilometer nordöstlich von Hohenrot am abgewandten Rand einer kleinen Waldinsel, zusammen 0,3 ha.
Hier hat sich der Bach eben nach links gewendet, im Weiteren fließt er in westlicher bis nördlicher Richtung.
- (Bachgraben), von links und Süden auf etwa 367 m ü. NHN hundert Meter nach einem die untere Mulde querenden Damm nordöstlich des Mulfinger Weilers Seidelklingen im Gewann Sargen, ca. 0,6 km und ca. 0,4 km². Entsteht auf etwa 403 m ü. NHN am Nordrand von Seidelklingen.
  -  Durchläuft auf etwa 391 m ü. NHN einen kleinen Fischteich,[LUBW 7] 0,2 ha. Südlich des Teichs 2 Quellen, denen laut Markierungsversuch Wasser aus einer Versinkung in einem Weggraben am Nordrand von Seidelklingen zufließt.[4]
- Heßlachsgraben, vermutlich auch Häslesgraben[LUBW 8], von rechts und Südosten auf etwa 267 m ü. NHN am südöstlichen Rand des Dörzbacher Dorfes Hohebach, 2,0 km[LUBW 2] und ca. 2,9 km². Entsteht auf etwa 372 m ü. NHN in schon tiefer Mulde im Gewann Latten etwa 0,8 km nordwestlich des Dörzbacher Weilers Heßlachshof.
  - (Unbeständig wasserführender Graben), von rechts und Osten auf etwa 338 m ü. NHN kurz nach dem Abgang nach rechts eines ausgebauten Feldwegs von der durchs Tal laufenden K 2310 Heßlachshof–Hohebach, ca. 0,3 km und ca. 0,5 km². Entsteht auf etwa 365 m ü. NHN neben einem Feldweg, dem er größtenteils folgt.
  - (Unbeständig wasserführender Graben), von rechts und Nordosten auf etwa 338 m ü. NHN gleich nach dem vorigen, ca. 0,6 km und ca. 0,2 km². Entsteht auf etwa 386 m ü. NHN etwa 0,3 km westlich des Dörzbacher Weilers Eisenhutsrot zwischen einem ausgebauten Feldweg und einem Grasweg links, zwischen denen er dann fast bis zuletzt läuft.
  - (Unbeständig wasserführender Graben), von rechts und Nordosten auf etwa 325 m ü. NHN nach Beginn des Wäldchens auf dem Klingengrund, ca. 0,4 km und ca. 0,2 km². Entsteht auf etwa 378 m ü. NHN mitten am Läusersberg.
  - (Zufluss aus der Läusersklinge), von rechts und Nordosten auf etwa 280 m ü. NHN im Talwald weniger als einen halben Kilometer vor der Mündung, ca. 0,7 km und ca. 0,5 km². Quelle an einem einsamen Baum auf etwa 363 m ü. NHN zwischen den Gewannen Läusersberg links und Sulen rechts. Lange Weggraben, führt nur unbeständig Wasser.

Mündung des Hohebachs von links und Südosten auf etwa 244 m ü. NHN in Hohebach oberhalb der Flussbrücke und wenige Schritt nach dem Rücklauf des Mühlkanals in die mittlere Jagst. Der Hohebachs ist 5,7 km lang und hat ein Einzugsgebiet von ca. 7,3 km².

## Natur und Schutzgebiete
Die offene Flur des mittleren und oberen Einzugsgebietes ist ausgeräumt und in großflächige Äcker gegliedert, zwischen denen allein manche Waldinseln das Landschaftsbild beleben. In den Untertälern schon nahe dem Zusammenfluss von Hohebach und Heßlachsgraben setzen überwachsene Steinriegel ein, die für das Jagsttal in dieser Region typisch sind.
Ein Höhentümpel nördlich des Heßlachshofs ist Naturdenkmal. Die zwei großen Täler gehören im unteren Bereich, den Hohebacher Ortsbereich zuletzt ausgenommen, zum Landschaftsschutzgebiet Jagsttal mit Nebentälern und angrenzenden Gebieten zwischen Kreisgrenze Schwäbisch Hall und Gemeindegrenze Krautheim/Schöntal.

### LUBW
Amtliche Online-Gewässerkarte mit passendem Ausschnitt und den hier benutzten Layern: Lauf und Einzugsgebiet des Hohebachs

Allgemeiner Einstieg ohne Voreinstellungen und Layer: Daten- und Kartendienst der Landesanstalt für Umwelt Baden-Württemberg (LUBW) (Hinweise)
1. 1 2 3 4  Höhe nach dem Höhenlinienbild auf dem Hintergrundlayer Topographische Karte.
2. 1 2 3  Länge nach dem Layer Gewässernetz (AWGN).
3. 1 2  Einzugsgebiet abgemessen auf dem Hintergrundlayer Topographische Karte.
4. 1 2  Länge abgemessen auf dem Hintergrundlayer Topographische Karte.
5. ↑  Höhe nach schwarzer Beschriftung auf dem Hintergrundlayer Topographische Karte.
6. ↑  Seefläche nach dem Layer Stehende Gewässer.
7. 1 2  Natur teils nach dem Layer Biotop.
8. ↑  Name Häslesgraben aus dem Namen des begleitenden Gewanns erschlossen.
9. ↑  Landschaftsschutzgebiet nach dem gleichnamigen Layer.

### Andere Belege
1. ↑  Abfluss-BW - Daten und Karten
2. ↑  Wolf-Dieter Sick: Geographische Landesaufnahme: Die naturräumlichen Einheiten auf Blatt 162 Rothenburg o. d. Tauber. Bundesanstalt für Landeskunde, Bad Godesberg 1962. → Online-Karte (PDF; 4,7 MB)
3. ↑  Geologie grob nach: Mapserver des Landesamtes für Geologie, Rohstoffe und Bergbau (LGRB) (Hinweise)
4. 1 2  Horst Brunner: Blatt 6624 Mulfingen der Geologischen Karte von Baden-Württemberg, Erläuterungen. Freiburg im Breisgau 1999, Beilage 4.